# 少弐経資
少弐 経資（しょうに つねすけ）は、鎌倉時代中期の武将・御家人。少弐資能の子。少弐氏3代当主。

## 概略
経資の「経」字は、鎌倉幕府第4代執権・北条経時の偏諱と考えられ、経時に同字を与えた4代将軍・藤原頼経が出家する寛元3年（1245年）から、経時が亡くなる同4年（1246年）の間に元服を遂げたと推測されている。経資の生没年については、1229年～1292年説、1226年～1289年説などがあるが、元服は10代で行うのが通例であるから、前者が正しいとされる。
父の存命中から共に北九州の統治に当たり、元寇に際しては異国警固体制を整え、元の使者への対応や九州御家人たちの指揮、石築地の築造工事の統括、蒙古合戦の勲功配分とその調査などを行った。史料上での初見はかなり遅く、40歳となる文永6年（1269年）9月付の文書である。
文永11年（1274年）の元寇（文永の役）では、経資の弟・景資が日の大将として日本軍を指揮していたが、この時の経資の動向に関する史料は無く、詳細は不明。45歳となる同11年8月までに大宰少弐に任官。文永12年（1275年）、父から家督と所領を譲り受ける。
弘安4年（1281年）の元寇（弘安の役）における壱岐島の戦いでは、負傷しながらも元軍を相手に奮戦して勝利し、壱岐島から蒙古軍（東路軍）を駆逐した。しかしこの戦いで、子・資時を失う。この時の活躍に関しては『蒙古襲来絵詞』に描かれている。

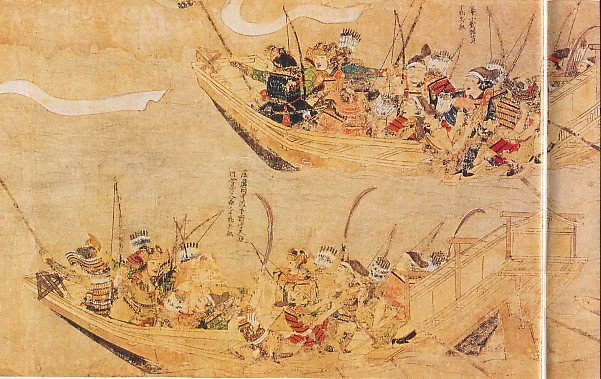
鎮西奉行・少弐経資、薩摩守護・島津久経らの兵船。
『蒙古襲来絵詞』後巻・絵15・第19紙

その後も大友頼泰と共に鎮西奉行の一人として、九州の軍政にあたった。
弘安7年（1284年）、8代執権・北条時宗が死去したのを契機に出家し、浄恵と号した。翌年の霜月騒動では平頼綱側に与して、安達泰盛側に与した弟の景資と泰盛の子・安達盛宗を討ち取った（岩門合戦）。この戦いの結果、北条得宗家の鎮西支配が強化されて、少弐氏の勢力は削られ、筑後・豊前・肥前・肥後の守護職を失った。
弘安9年（1286年）、鎮西談議所の奉行に大友頼泰、宇都宮通房、渋谷重郷と共に任じられる。正応5年（1292年）に死去。
長男・資時は弘安の役で戦死したため、家督は盛経が継いだ。また、盛経の弟・時経や盛氏は、その子孫がそれぞれ志賀氏、平井氏となる。